# Gouvernement Sama I
 (mai 2025).
Le gouvernement Sama I est le gouvernement du Togo du 29 juin au 3 décembre 2002 mené par Koffi Sama.
Koffi Sama devient premier ministre du Togo en étant nommé à ce poste par le président Gnassingbé Eyadéma, remplaçant alors Agbéyomé Kodjo.